# Route départementale 10 (Finistère)
Pour les articles homonymes, voir Route départementale 10 et D10.
La route de la côte des légendes (ou route départementale 10 ou D10) comme son nom l'indique longe la côte (appelée Côte des Légendes) de la Manche entre Saint-Pol-de-Léon et Plouguerneau à travers les champs de légumes du Léon.

## Tracé deSaint-Pol-de-LéonàPlouguerneau
- Saint-Pol-de-Léon,  Carrefour giratoire entre D10 et D788
- Créneau de dépassement sur 400 mètres
- Plougoulm (Croas Hent), créneau de dépassement sur 400 mètres
- Sibiril
- Cléder
- Plouescat
- Tréflez (Keremma)
- Carrefour giratoire entre D10 et D770 : Lesneven, Brignogan-Plage
- Goulven
- Kerlouan
- Guissény
- Plouguerneau,  Carrefour giratoire entre D10, D13 et D32

## Antennes de la D 10
- D 110 : cette route départementale relie Plouescat à Lesneven en passant par Plounévez-Lochrist (Lochrist) et Tréflez
- D 210 : La départementale 210 relie Tréflez à la plage de Keremma.

## Lieux visitables situés à proximité de la route
- Baie de Morlaix
- Le site de Ménez-Ham à Kerlouan
- Guissény (Curnic)
- Le phare de l'Ile Vierge à Plouguerneau